# Луке, Леопольдо
Леопо́льдо Хаси́нто Лу́ке (исп. Leopoldo Jacinto Luque; 3 мая 1949[…], Санта-Фе — 15 февраля 2021, Мендоса) — аргентинский футболист, нападающий, чемпион мира 1978 года в составе сборной Аргентины, один из лидеров той команды.

## Биография
В молодом возрасте начинал заниматься футболом в различных провинциальных клубах. Дебютировал на профессиональном уровне в 1972 году в составе «Росарио Сентраль», с которым два раза становился чемпионом страны. Впоследствии выступал за «Ривер Плейт», с которым ещё трижды выиграл первенство Аргентины.
В 1978 году стал одним из лидеров сборной на победном чемпионате мира. В первых двух матчах он отметился по одному забитому голу в ворота сборных Венгрии и Франции, однако в матче против французов он получил травму и не сыграл в следующих двух играх, причём в третий день, когда аргентинцы встречались с Италией, в автокатастрофе погиб брат Леопольдо. Вернулся на поле в матче второго группового этапа против Бразилии. В решающей игре за выход в финал забил два гола в ворота сборной Перу (6:0). Провёл и весь финальный матч против нидерландцев, включая дополнительное время.
Работал министром спорта провинции Мендоса.
В декабре 2020 года Луке заразился COVID-19, а в январе ему был поставлен диагноз — двусторонняя пневмония. 15 февраля он скончался от остановки сердца и дыхания.

## Достижения

### Командные
- Чемпион Аргентины (5): 1975 (Метрополитано), 1977 (Насьональ), 1979 (М), 1979 (Н), 1980 (Н)
- Чемпион мира: 1978

### Личные
- Лучший бомбардир Кубка Америки: 1975